# Fremdenpolizeigesetz 2005
Das Bundesgesetz über die Ausübung der Fremdenpolizei, die Ausstellung von Dokumenten für Fremde und die Erteilung von Einreisetitel (Fremdenpolizeigesetz 2005 – FPG) ist ein österreichisches Bundesgesetz, das die Ausübung der Fremdenpolizei, die Erteilung von Einreisetiteln, die Zurückweisung, die Erlassung von aufenthaltsbeendenden Maßnahmen, die Abschiebung, die Duldung, die Vollstreckung von Rückführungsentscheidungen von EWR-Staaten und die Ausstellung von Dokumenten für Fremde regelt.
Das FPG ist in seiner ursprünglichen Fassung am 1. Jänner 2006 in Kraft getreten.

## Entstehungsgeschichte
Das FPG wurde in Artikel 3 des Fremdenrechtspakets 2005 kundgemacht, mit dem nicht nur das Niederlassungs- und Aufenthaltsrecht, sondern auch das Asylrecht neu gestaltet wurde. Zusammen mit dem Niederlassungs- und Aufenthaltsgesetz und dem Asylgesetz 2005 hat es das Fremdengesetz 1997 abgelöst (Art. 5 Fremdenrechtspaket 2005).

## Gliederung und Regelungsgegenstände
Das aus 122 Paragrafen bestehende Gesetz gliedert sich in 16 Hauptstücke.
In den §§ 1 und 2 (1. Hauptstück) werden der Anwendungsbereich geregelt und Begriffsbestimmungen festgelegt.
Es folgt das 2. Hauptstück (§§ 3 bis 12 a) mit den behördlichen Zuständigkeiten im In- und Ausland und der Übertragungsmöglichkeit von Aufgaben der Fremdenpolizei im Inland auf den Gemeindewachkörper (§ 4). Es sieht auch die möglichen Rechtsbehelfe gegen Entscheidungen und Erkenntnisse vor (§§ 9 und 10) und legt besondere Verfahrensregeln in von den österreichischen Vertretungsbehörden behandelten Visaangelegenheiten fest. Überdies sieht es Sonderbestimmungen für Minderjährige vor (§§ 12 und 12 a).
In den §§ 13 und 14, die das 3. Hauptstück bilden, finden sich die allgemeinen Grundsätze bei der Vollziehung der Aufgaben und Befugnisse der Fremdenpolizei sowie der Zurückweisung, z. B. die Einhaltung des Verhältnismäßigkeitsgrundsatzes und die Verpflichtung zur Beachtung höherrangigen Rechts.
Das 4. Hauptstück (§§ 15 bis 32) ist in fünf Abschnitte untergliedert, die die Rechtmäßigkeit der Einreise, des Aufenthalts und der Ausreise Fremder einschließlich der Pass- und Visumpflicht regeln. Hier findet sich vor allem der Grundsatz der Pass- und Visumpflicht für Fremde (§ 15), Befreiungen von der Visumpflicht für EWR-Bürger und Schweizer (§ 15 a) und für deren Familienangehörige (§ 15 b). Die §§ 17 und 18 regeln Einschränkungen und Ausnahmen von der Passpflicht. Die §§ 20 bis 27 enthalten Regelungen über die Erteilung des sog. nationalen Visums („D-Visum“), auch zu Erwerbszwecken. In den §§ 28 bis 30 finden sich Ausnahmen zur Visumpflicht. Unter welchen Voraussetzungen sich Fremde in Österreich rechtmäßig aufhalten und welche Pflichten sie zum Nachweis ihrer Aufenthaltsberechtigung haben, regeln die §§ 31 und 32.
Die Befugnisse der Organe des öffentlichen Sicherheitsdienstes für Fremdenpolizei regelt das 5. Hauptstück. Vorgesehen ist, Auskünfte von Dritten über den Fremden zu verlangen (§ 33), die Identität von angetroffenen Personen mit zweifelhaftem Aufenthaltsstatus festzustellen (§ 34), in Zweifelsfällen die Rechtmäßigkeit der Einreise und des Aufenthalts des Fremden zu überprüfen (§ 35), in bestimmten Fällen (vor allem beim Verdacht auf Schlepperei und Prostitution durch Fremde) Grundstücke, Betriebsstellen, Arbeitsstellen, Räume und Fahrzeuge zu betreten (§ 36), Personen zum Zwecke der Sicherstellung von Beweismitteln zu durchsuchen (§ 37), gefundene Beweismittel sicherzustellen (§ 38) und Personen zum Zwecke der Vorführung vor die Landespolizeidirektion festzunehmen oder anzuhalten (§ 39). Die Rechte des Festgenommenen regelt § 40.
Im 6. Hauptstück (§§ 41 bis 45 c) finden sich Regelungen über die Zurückweisung an der Grenze beim Versuch der Einreise, über die Transitsicherung, Zurückschiebung und Durchbeförderung, im 7. Hauptstück (§§ 46 bis 51) über die Abschiebung von ausreisepflichtigen Fremden und der Duldung ihres Aufenthalts unter bestimmten Voraussetzungen und über Abschiebungsverbote, bei deren Vorliegen eine Abschiebung nicht möglich ist.
Das 8. Hauptstück (§§ 52 bis 81) betrifft die Zulässigkeit aufenthaltsbeendender Maßnahmen gegen Drittstaatsangehörige (§§ 52 bis 61) und gegen unionsrechtlich aufenthaltsberechtigte EWR-Bürger, Schweizer Bürger und begünstigte Drittstaatsangehörige (§§ 66 bis 75). Darin finden sich Bestimmungen über die Ausweisung, das Aufenthaltsverbot, die Ausreiseverpflichtung, den Durchsetzungsaufschub sowie über die Voraussetzungen und Durchführung der Schubhaft und des gelinderen Mittels (§§ 76 bis 81).
Im 9. Hauptstück (§§ 82 und 87) wird das Beschwerdeverfahren gegen Festnahme und Anhaltung gemäß § 39 geregelt.
Das 10. Hauptstück (§§ 84 bis 87) betraf ursprünglich Sonderbestimmungen für freizügigkeitsberechtigte EWR-Bürger und Schweizer Bürger sowie für begünstigte Drittstaatenangehörige und Familienangehörige von nicht freizügigkeitsberechtigten EWR-Bürgern, Schweizern und Österreichern und ist inzwischen außer Kraft getreten.
Das 11. Hauptstück (§§ 88 bis 97) enthält Regelungen über die an Fremde ausgegebenen Dokumente wie Fremdenpässe und Konventionspässe, sowie Identitätskarten für Fremde sowie Rückkehrausweise für Staatsbürger eines Mitgliedstaates der Europäischen Union.
Das 12. Hauptstück behandelt die Verwendung personenbezogener und erkennungsdienstlicher Daten (§§ 98 bis 108). Die §§ 109 und 110, die das 13. Hauptstück bilden, befassen sich mit der Bekämpfung der Aufenthaltsehe, Aufenthaltspartnerschaft und Aufenthaltsadoption. Im 14. Hauptstück (§§ 111 und 112) werden die Pflichten der Beförderungsunternehmer und mögliche Sanktionen im Falle von Verstößen geregelt.
Das 15. Hauptstück (§§ 113 bis 122) enthält Regelungen über Kosten und Strafbestimmungen wie die Schlepperei (§ 114 FPG), das 16. Hauptstück die Schluss- und Übergangsbestimmungen.

## Durchführungsverordnung
Zum FPG ist die Fremdenpolizeigesetz-Durchführungsverordnung (FPG-DV) ergangen.